# ذا ليتل يونيكورن (فلم)
ذا ليتل يونيكورن (بالإنجليزية: The Little Unicorn) هو فيلم مغامرات وفانتازيا جنوب أفريقي صدر عام 2001 من تأليف وإخراج بول ماثيوز.

## القصّة
يتعيَّنُ على بولي ريجان وجدها إنقاذ وحيد القرن الصغير عندما يتمُّ الاستيلاء عليه من قِبل أصحاب السيرك.

## طاقم التمثيل
- بريتني بومان في دور بولي ريجان
- بايرون تايلور في دور توبي كوبر
- إيما سامز في دور لوسي ريجان
- ديفيد وارنر في دور تيد ريجان
- ميك والتر في دور مايتي
- جو بيني في دور تيني
- جورج هاميلتون في دور ألونسو العظيم
- كريستوفر أتكينز في دور سيد إدواردز